# Podlodowe Mistrzostwa Polski (2019)
Podlodowe Mistrzostwa Polski – mistrzostwa Polski w wędkarstwie podlodowym, które odbyły się w dwóch edycjach: jako "Puchar Graffa" w dniach 7-10 lutego 2019 i "Puchar Norfina" w dniach 21-24 lutego 2019 na jeziorze Czorsztyńskim.

## Informacje ogólne
Organizatorem imprezy był Okręg PZW w Nowym Sączu. Każda z edycji składała się z trzech trzygodzinnych tur. W zawodach startowało 124 zawodników, zarówno indywidualnych, jak i skupionych w 21 drużynach. Złowiono ponad 540 kg ryb, przede wszystkim okoni, płoci i leszczy.

## Wyniki
Wyniki indywidualne:
- 1. miejsce: Bartosz Głowacki, WKS Petro Spin Płock,
- 2. miejsce: Maciej Fabisiak, Konger Ice Team Warszawa,
- 3. miejsce: Łukasz Kowalski, WKS Ciernik Bartoszyce II,
- 4. miejsce: Jarosław Dulski, WWKS Toruń,
- 5. miejsce: Tomasz Kupren, Klub Łowisko Net Olsztyn,
- 6. miejsce: Radosław Wojtak, Górek Team Pruszków[1].

Wyniki zespołowe:
- 1. miejsce: TKW Liwi Robaczki Tarnów,
- 2. miejsce: PWKS Rzeszów,
- 3. miejsce: WKS Petro Spin Płock,
- 4. miejsce: Konger Ice Team Warszawa,
- 5. miejsce: Górek Team Pruszków,
- 6. miejsce: Klub Łowisko Net Olsztyn[1].